# O Filho do Chefão
O Filho do Chefão é um filme brasileiro de 1975, com direção de Victor Lima.

## Elenco[2]
- Flávio Migliaccio ...Diógenes e Marcelo
- Rossana Ghessa ...Natália
- Cristina Aché ...Rosemary
- Henriqueta Brieba ...Dona Violante
- Gracinda Freire ...Heloísa
- Elza De Castro ...Bony
- Jorge Cherques ...Detetive
- Fernando José ...Zico
- Carlos Kroeber ...Carleto
- Francisco Nagem
- Dita Corte Real
- Ilva Niño
- Tânia Alves
- Wilson Grey
- Átila Iório
- Lúcia Apache
- Dinah Mezzomo